# John W. Dower
John W. Dower (Providence, Rhode Island; 21 de junio de 1938) es un autor e historiador estadounidense. Su libro de 1999 Embracing Defeat: Japan in the Wake of World War II ganó el Premio Nacional del Libro de No Ficción, el Premio Pulitzer de No Ficción General, el Premio Bancroft, el Premio de Literatura Los Angeles Times, el Premio de Historia Mark Lynton y el premio John K. Fairbank de la Asociación Histórica Americana.
Dower obtuvo una licenciatura en Estudios Americanos de Amherst College en 1959, y un doctorado en psicología en Historia y Lenguas del Lejano Oriente de la Universidad de Harvard en 1972, donde estudió bajo Albert M. Craig. Él amplió su tesis doctoral con una biografía del ex primer ministro japonés Yoshida Shigeru, en el libro Imperio y consecuencias. Sus otros libros incluyen una selección de escritos de E. Herbert Norman y un estudio de imágenes mutuas durante la Segunda Guerra Mundial titulado Guerra sin Misericordia.
Dower fue el productor ejecutivo del documental Hellfire: A Journey from Hiroshima, nominado al Oscar al mejor documental largo en 1986, aunque ganó , y fue miembro del Comité de Científicos Asiáticos Preocupados, que formó parte del consejo editorial de su revista con Noam Chomsky y Herbert Bix. Ha enseñado en la Universidad de Wisconsin-Madison y en la Universidad de California en San Diego, y es un Profesor Internacional de Ford de Historia, Emeritus, en el MIT.

## Visualizing Cultures
"Visualizing Cultures" es un curso que Dower ha enseñado en el MIT desde 2003 con Shigeru Miyagawa, discute cómo las imágenes forman las sociedades americanas y japonesas. El sitio web de visualizando culturas cuenta con unos 18 estudiosos en más de 40 unidades basadas en conjuntos de imágenes digitalizadas a partir del registro visual. El proyecto fue reconocido por el MIT con el "Premio a la Innovación en la Educación de la Clase 1960" en 2004 y en 2005, la Fundación Nacional para las Humanidades seleccionó la web para su inclusión en EDSITEment como recurso en línea para la educación en humanidades. El sitio web de la unidad de Cantón de Comercio ganó e 2011 el premio "Franklin R. Buchanan", de la Asociación de Estudios Asiáticos de los mejores materiales curriculares sobre Asia."
La primera unidad de Visualizing Cultures, "Black Ships & Samurai", escrita por John Dower, yuxtapone el registro visual de los dos lados del encuentro de 1853-1854 cuando el Comodoro Matthew Perry de Estados Unidos llegó a Japón a bordo de los "barcos negros" para obligar a ese largo país aislado a abrir sus fronteras al mundo exterior. 
En abril de 2006, se anunció en la página principal del sitio web del MIT el sitio web de "Visualizing Cultures" de OpenCourseWare, lo que provocó un revuelo entre algunos estudiantes chinos en el MIT que encontraron el material ofensivo. El material incluyó estampados de madera producidos en Japón como propaganda durante la guerra chino-japonesa de 1894-1895 que retrató a soldados japoneses decapitando "soldados chinos violentos". El japonés Miyagawa recibió amenazas de muerte. En respuesta, los autores retiraron temporalmente el curso de OpenCourseWare y publicaron una declaración, al igual que la Administración del MIT. Después de una semana, los autores del curso acordaron incluir un contexto adicional en las secciones controvertidas, y poner el curso nuevamente en línea. 

## Premios y reconocimientos
Entre otros:
- 1986 Premio Nacional del Círculo de Críticos de Libro, Guerra Sin Misericordia: Carrera y Poder en la Guerra del Pacífico

- 2000 L.L. Winship / PEN Premio Nueva Inglaterra, Embracing Defeat: Japón en la estela de la Segunda Guerra Mundial

- 2000 Premio Bancroft, Embracing Defeat: Japón en la estela de la Segunda Guerra Mundial

## Algunas obras
- Orígenes del Estado Japonés Moderno: Escritos Escogidos de E.H. Norman (1975)
- Guerra sin Misericordia: Carrera y Poder en la Guerra del Pacífico (1986)
- Empire and Aftermath: Yoshida Shigeru y la experiencia japonesa, 1878-1954 (1988)
- Japón en Guerra y Paz: Ensayos Seleccionados (1995)
- "El bombardeado: Hiroshima y Nagasaki en la memoria japonesa", Historia diplomática 19, no. 2 (primavera de 1995)
- Abrazo de la derrota: Japón en la estela de la Segunda Guerra Mundial (1999 ganador del Premio Nacional del Libro, Premio John K. Fairbank de la Asociación Histórica Americana y Premio Pulitzer
- Culturas de la guerra: Pearl Harbor, Hiroshima, 9-11, Irak (2010)
- Maneras de olvidar: Maneras de recordar: Japón en el mundo moderno (The New Press, 2011)

## Premios y distinciones
Premios Óscar
| Año  | Categoría              | Película                           | Resultado |
| ---- | ---------------------- | ---------------------------------- | --------- |
| 1988 | Mejor documental largo | Hellfire: A Journey from Hiroshima | Nominado  |